# Ohio Express
Az Ohio Express egy amerikai bubblegum pop-együttes, amelyet 1967-ben alapítottak meg az Ohio állambeli Mansfield-ben. Az olyan dalok mint a Yummy, Yummy, Yummy, a Chewy, Chewy vagy a Gimme Gimme mindmáig a rágógumizene legjelentősebb dalai közé tartoznak. Az együttes alapító tagjai Dale Powers és Dean Kastran gitáros-énekesek voltak. 
Az együttes a hetvenes évek elején elvesztette népszerűségét, mivel a műfajuk is elkezdett kimenni a divatból. Ennek ellenére a mai napig aktív együttes.

## Diszkográfia
- Beg, Borrow and Steal - 1967
- Ohio Express - 1967/1968
- Chewy Chewy - 1969

- Mercy - 1970

### Kislemezek
- 1967: Beg Borrow and Steal / Maybe
- 1967: Try It / Soul Struttin'
- 1968: Yummy Yummy Yummy / Zig Zag
- 1968: Down at Lulu's / She's Not Comin' Home
- 1968: Chewy Chewy / Firebird
- 1968: Sweeter Than Sugar / Nothing Is Sweeter Than My Baby
- 1969: Mercy / Roll It Up
- 1969: Pinch Me (Baby Convince Me) / Peanuts
- 1969: Cowboy Convention / The Race (That Took Place)
- 1969: Love Equals Love / Peanuts
- 1969: Sausalito (Is the Place to Go) / Make Love Not War
- 1970: Hot Dog / Ooh La La
- 1970: That's the Way a Woman Is / Talking 'Bout You
- 1994: Catchy Catchy Groove
- 2009: I Need You
- 2010: Swingin & Rockin the Blues
- 2011: Boom Boom (Rebeling Song)

## Külső hivatkozások
- https://www.discogs.com/artist/269105-Ohio-Express